# Lauren M. Gardner
Lauren Marie Gardner (20 de setembre de 1984) és una epidemiòloga i enginyera estatunidenca. És codirectora del Centre de Ciència i Enginyeria de Sistemes de Hopkins. Dirigeix el grup que va elaborar el mapa interactiu de la Universitat Johns Hopkins que s'usa generalment per a compartir informació sobre la pandèmia de COVID-19.
El 23 de setembre de 2020, Gardner va formar part de la llista de les 100 persones més influents del 2020 de la revista Time i uns quants mesos després, el 23 de novembre, va figurar a la llista de les 100 dones més influents de l'any que publica la BBC anualment.

## Joventut
El 2006, Gardner va rebre el batxillerat universitari en ciències (Bachelor of Sciences). en enginyeria de la construcció per la Universitat de Texas a Austin. El 2008 va rebre un M.S.E. en enginyeria civil, també d'UT-Austin. El 2011, Gardner es va doctorar en Enginyeria de Transports per la Universitat de Texas a Austin. La seva tesi va ser sobre els de models de predicció de xarxa amb sistemes epidemiològics.

## Recerca i carrera
El 2011, Gardner va ser nomenada professora a la Universitat de Nova Gal·les del Sud (UNSW). Va ser membre del Centre de Recerca de la UNSW per a la innovació del transport integrat. Aquest equip va establir la frase "mobilitat biosegura" per descriure la nova línia de recerca seguida per Gardner. El seu treball de recerca explora com les persones i les coses que es mouen al voltant del món globalitzat propaguen malalties infeccioses. La seva investigació considera la relació entre epidemiologia i el transport, fent ús de l'optimització de la xarxa per descriure la propagació de les malalties.
Va intentar evitar pandèmies identificant rutes marítimes i de trànsit aeri d'alt risc. Va treballar en un model informàtic que podria ajudar els funcionaris governamentals dels Estats Units a avaluar millor quins passatgers poden patir malalties infeccioses i brots de virus i ajudar-los a decidir on i quan examinar els passatgers. Els seus models fan ús de les dades de viatges aeris, l'adequació dels hàbitats als vectors, la transmissió local d'un virus i les dades de viatges aeris dels passatgers. Va utilitzar el model per analitzar l'epidèmia del virus Zika a Amèrica (2015–2016).
Durant aquest període, Gardner va treballar com a investigadora del Centre d'Excel·lència en Recerca en Salut de la Població i Medicina Comunitària de la National Health and Medical Research Council (NHMRC) del govern australià a la School of Public Health and Community Medicinede la Universitat de Melbourne.
El 2019, Gardner es va tornar als Estats Units per treballar a la Universitat Johns Hopkins, on és professora associada i codirectora del Centre for Science Science and Engineering. Aquí ha estudiat els comtats dels Estats Units amb més risc de brots de xarampió. La seva anàlisi va concloure que Los Angeles, el comtat de King, Washington i el comtat de Miami-Dade, Florida, eren més propensos a patir un brot de xarampió.
Durant la pandèmia de la COVID-19, Gardner va reconèixer que el públic, els investigadors i les autoritats sanitàries necessitaven informació clara, accessible i actualitzada. Gardner i el seu estudiant de primer any, Ensheng Dong, van crear un tauler interactiu que van estrenar el 22 de gener de 2020. Durant el març de 2020, es va accedir a la plataforma 1.200 milions de vegades al dia. El 2020 Gardner va informar al Congrés dels Estats Units sobre la pandèmia COVID-19 als Estats Units.

## Reconeixements
- 2006-2010: Engineering Thrust Fellowship[5]
- 2008, 2009, 2010: Eisenhower Transportation Fellowship[21]
- 2010: Robert Herman Endowed Scholarship[5]
- 2010: WTS Heart of Texas Chapter Scholarship for the Helene M. Overly Memorial Scholarship[5]
- 2012: UNSW Sydney, Staff Excellence Award[5]
- 2020 Gardner estava a la llista de les 100 Dones de la BBC presentada el 23 de novembre de 2020.[22]

## Obra

### Treballs
- Gardner, Lauren Marie.  (tesi).  University of Texas at Austin, maig 2011. OCLC 728660324.
- Gardner, Lauren M.; Sarkar, Sahotra; Wang, Ophelia; Fajardo, David Journal of Tropical Medicine, 2012, 2012, pàg. 103679. DOI: 10.1155/2012/103679. ISSN: 1687-9686. PMC: 3317038. PMID: 22523497.
- Gardner, Lauren M.; Duell, Melissa; Waller, S. Travis Transportation Research Part A: Policy and Practice, 49, 3-2013. DOI: 10.1016/j.tra.2013.01.031. ISSN: 0965-8564.
- ; Chen, Nan; Sarkar, Sahotra The Lancet Infectious Diseases, 16, 5-2016. DOI: 10.1016/s1473-3099(16)00176-6. ISSN: 1473-3099. PMID: 26997578.
- Chau Minh; Gardner, Lauren; MacIntyre, Raina; Sarkar, Sahotra; Sun, Gui-Quan PLOS ONE, 12, 04-04-2017. DOI: 10.1371/JOURNAL.PONE.0174980. PMC: 5380336. PMID: 28376125.
- Ensheng; Du, Hongru; Gardner, Lauren The Lancet Infectious Diseases, 20, 2-2020. DOI: 10.1016/S1473-3099(20)30120-1. PMC: 7159018. PMID: 32087114.

### Publicacions
- «Public Health: Mapping 2019-nCoV». Center for Systems Science and Engineering, Whiting School of Engineering (CSSE), Johns Hopkins, 23-01-2020.